# Braima Camará
Braima Camará (Geba, 3 de agosto de 1968) é um empresário e político bissau-guineense. Foi eleito coordenador do Movimento para Alternância Democrática em agosto de 2018 e reeleito em 2022. É, desde 7 de agosto de 2025, primeiro-ministro da Guiné-Bissau.

## Biografia
Iniciou a sua carreira no comércio, fundou e presidiu a Câmara de Comércio, Indústria, Agricultura e Serviços da Guiné-Bissau (CCIAS). Presidiu também a Rede Centro Atlântico de Arbitragem, organização para arbitragem de conflitos entre empresários de Açores, Cabo Verde, Guiné Equatorial, Madeira, Mauritânia e Senegal.
É membro Fundador do Madem G-15 , onde ocupa o cargo de Coordenador.
Foi Presidente do Sport Bissau e Benfica.
Deputado de Nação eleito nas Listas do PAIGC – VIII Legislatura (2008-2012), no Círculo Eleitoral 24 – Sector Autónomo de Bissau. Conselheiro Especial para Assuntos Económicos e Investimento Privado do Presidente da Republica General João Bernardo Vieira. Ministro Conselheiro do Presidente da Republica para Assuntos Económicos e do Investimento Privado do Presidente da República Malam Bacai Sanha, Função equiparada a Ministro de Estado. Foi Conselheiro especial do presidente da república José Mário Vaz. Foi reeleito deputado da nação, pela lista do PAIGC círculo 24 e novamente em 2019 pelo MADEM G15 pelos setores de Ganadu e Contubuel região de Bafatá.
É, desde 7 de agosto de 2025, primeiro-ministro da Guiné-Bissau.

## Vida pessoal
Natural de Geba, Guiné-Bissau, pai de três filhos, filho de Aladje Mama Camara e de Hadja Famata Mane. O pai, foi Combatente de Liberdade de Pátria na Região de Bafatá.